# Wodiane (obwód czerkaski)
Wodiane (ukr. Водяне) – wieś na Ukrainie, w obwodzie czerkaskim, w rejonie zwinogródzkim. W 2001 liczyła 996 mieszkańców, wśród których 983 jako ojczysty język wskazało ukraiński, 8 rosyjski, 1 białoruski, a 1 ormiański.